# Grayson Hall
Grayson Hall (ur. 18 września 1922, zm. 7 sierpnia 1985) – amerykańska aktorka filmowa i telewizyjna.

## Filmografia
seriale
- 1955: Star Tonight
- 1965: The Trials of O’Brien jako Louise Malcolm
- 1970: Wszystkie moje dzieci jako Marge Grey
- 1973: Kojak jako pani Campbell

film
- 1962: Satan in High Heels jako Pepe
- 1964: Noc iguany jako Judith Fellowes
- 1966: Kim jesteś, Polly Maggoo? jako panna Maxwell
- 1972: Gargoyles jako Mrs. Parks

## Nagrody i nominacje
Za rolę Judith Fellowes w filmie Noc iguany została nominowana do Oscara i nagrody Złotego Globu.